# Christopher Ortiz
Christopher Ortiz (n. Christopher Josue Ortiz González, (Coronel Oviedo, Caaguazú, 2 de agosto de 1995) es un atleta paraguayo especializado en pruebas de velocidad y salto de altura y es recordista nacional de 100, 150, 200 y 300 metros llanos, estos dos últimos conseguidos en 2017. Compite con el Paraguay Marathon Club.

## Trayectoria
Ha ganado la medalla de oro en el evento de salto de altura en el Campeonato Nacional de Atletismo de Paraguay de 2014.
En el Gran Prix X||| GP William Rivarola de 2016, logra su mejor marca en la prueba de velocidad de 100 metros, 10.73s.
Fue convocado para representar a Paraguay en el Campeonato Iberoamericano de Atletismo de 2016, junto a Víctor Fatecha, Ana Camila Pirelli, Fredy Maidana y Larson Díaz, entre otros atletas.
En abril de 2019, logra el récord nacional en 200 m planos con un tiempo de 20,70s y también el de 100 m planos con un tiempo de 10,36s

## Campeonatos internacionales
| Año  | Competencia                                         | Encuentro      | Posición | Disciplina | Récord |
| ---- | --------------------------------------------------- | -------------- | -------- | ---------- | ------ |
| 2016 | XVII Campeonato Iberoamericano de Atletismo de 2016 | Río de Janeiro | 24       | 100 metros | 10.95s |
| 2017 | Gran Prix Internacional de Paraguay de 2017         | Luque          | 2.º      | 100 metros | 10.65s |

## Campeonatos nacionales
| Año  | Competencia                                          | Encuentro | Posición | Disciplina             | Récord |
| ---- | ---------------------------------------------------- | --------- | -------- | ---------------------- | ------ |
| 2014 | Campeonato Nacional de Atletismo de Paraguay de 2014 | Asunción  | 1.º      | Salto de altura        | 1.66 m |
| 2014 | Campeonato Nacional de Atletismo de Paraguay de 2014 | Asunción  | 7.º      | 100 metros             | 11.56s |
| 2014 | Campeonato Nacional de Atletismo de Paraguay de 2014 | Asunción  | 4.º      | Largo                  | 6.15   |
| 2014 | Campeonato Nacional de Atletismo de Paraguay de 2014 | Asunción  | 1.º      | Triple                 | 14.20  |
| 2015 | FPA Campeonato Nacional de Mayores                   | Asunción  | 2.º      | 100 m                  | 11.16s |
| 2015 | FPA Campeonato Nacional de Mayores                   | Asunción  | 1.º      | Salto de altura        | 1.65m  |
| 2015 | FPA Campeonato Nacional de Mayores                   | Asunción  | 2.º      | Salto Largo            | 6.32m  |
| 2015 | FPA Campeonato Nacional de Mayores                   | Asunción  | 1.º      | Salto Triple           | 13.61m |
| 2015 | Campeonato Nacional de Atletismo de Paraguay de 2015 | Asunción  | 2.º      | 100 metros (semifinal) | 11.18s |
| 2015 | Campeonato Nacional de Atletismo de Paraguay de 2015 | Asunción  | 3.º      | 100 metros (final)     | 11.30s |
| 2015 | Campeonato Nacional de Atletismo de Paraguay de 2015 | Asunción  | 1.º      | Largo                  | 6.33   |
| 2018 | Torneo Sajonia de 2018                               | Asunción  | 1.º      | 100 metros             | 10.47s |
| 2018 | Torneo Sajonia de 2018                               | Asunción  | 1.º      | 200 metros             | 20.94s |

## Mejores marcas por temporada
| Año  | 100 m  |
| ---- | ------ |
| 2015 | 11.18s |
| 2016 | 10.73s |
| 2017 | 10.65s |
| 2018 | 10.47s |
| 2019 | 10.36s |

| Año  | 200 m  |
| ---- | ------ |
| 2019 | 20.70s |